# (مسیتیلن)مولیبدن تری‌کربونیل
(مسیتیلن)مولیبدن تری‌کربونیل(به انگلیسی: (Mesitylene)molybdenum tricarbonyl) یک ترکیب آلی فلزی حاوی فلز مولیبدن است که از ترکیب آروماتیک مسیتیلن (۱٬۳٬۵-تری‌متیل‌بنزن) و مولیبدن کربنیل مشتق شده‌است. این ماده به صورت بلورهای زرد کمرنگ وجود دارند که در حلال‌های آلی محلول هستند اما در حالت محلول تجزیه می‌شوند. این ماده به عنوان یک کاتالیزگر و واکنشگر مورد مطالعه است. 